# Adam Bedell
Adam Bedell (* 1. Dezember 1991 in Livonia) ist ein ehemaliger US-amerikanischer Fußballspieler.

## Persönliches
Adam Bedell kam am 1. Dezember 1991 in Livonia, Michigan zur Welt. Dort besuchte er die Winston Churchill High School. Im Jahr 2010 begann er ein Biologiestudium an der University of Detroit Mercy.
Für seine High School spielte er neben Fußball auch Basketball.

## Karriere
Bedell spielte sechs Jahre lang im Jugendfußball für die Columbus Crew, da das Franchise eine Jugendakademie in Livonia betreibt.
Während seines Studiums in Detroit war er dann im College Soccer aktiv. Für die Detroit Titans spielte er ab 2010 in der Horizon League. Unter anderem wurde er 2012, als er elf Tore erzielte, als bester Spieler der Liga ausgezeichnet. Wie auch im Jahr darauf wurde er in die Mannschaft des Jahres gewählt. In seiner vierjährigen Collekarriere erzielte er 23 Tore und bereitete 22 weitere direkt vor.
Außerdem war er 2012 und 2013 für den Detroit City FC in der – zur National Premier Soccer League gehörenden – Great Lakes West Conference aktiv.
In der dritten Runde des MLS SuperDraft wurde er im Januar 2014 von der Columbus Crew gewählt. Am 5. März unterschrieb er beim Erstligisten aus Columbus, Ohio seinen ersten Profivertrag, der ihm ein Jahresgehalt von etwa 36.500 US-$ sicherte.
Am 8. März 2014 gab er gegen D.C. United sein Debüt in der MLS. Der 2,00 m große und 92 kg schwere Bedell ging dabei als größter Spieler der Liga in die Geschichte ein. Am 12. Juli erzielte er in einem Ligaspiel gegen New York sein erstes Tor im Profifußball. Insgesamt bestritt er 2014 16 Spiele (zwei Tore) während der Regular Season und ein Spiel (kein Tor) während der Play-offs. Hinzu kam eine Partie im US Open Cup.
Im Mai 2015 wurde Bedells Wechsel zum Partnerverein Austin Aztex FC in die USL bekannt gegeben. Der Transfer erfolgte auf Leihbasis; Columbus sicherte sich das Recht, Bedell jederzeit zurückzubeordern. Am 2. Mai debütierte er im Saisoneröffnungsspiel beim 2:2 gegen Oklahoma City Energy. Nach drei Einsätzen für Austin wurde er Ende Juli an die Richmond Kickers weiterverliehen. Für das Team aus Virginia debütierte er am 25. Juli in einer Partie gegen die Reservemannschaft der New York Red Bulls. Das Leihgeschäft wurde allerdings nach nur zwei Ligaeinsätzen Bedells beendet, um den Transfer Bedells zum Ligakonkurrenten Orlando City zu ermöglichen. Dieser wurde Anfang August 2015 bekannt gegeben.
Orlando entschied sich dafür, Bedell bis Jahresende an den HB Køge zu verleihen, um ihm Spielpraxis zu ermöglichen. Für den dänischen Erstligisten debütierte er am 6. September 2015 in einer Ligapartie gegen den FC Vestsjælland. In diesem Spiel gelang ihm zugleich sein erstes Pflichtspieltor für seinen neuen Klub. Nach zwei Toren in elf Spielen kehrte er nach der Hinrunde der Saison 2015/16 in die USA zurück. Dort wurde sein Vertrag mit dem Verein aufgelöst, was zugleich Bedells Karriereende bedeutete.